# إلدار ميميشفيتش
إلدار ميميشفيتش مواليد 21 يونيو 1992، هو لاعب كرة يد قطري يلعب كجناح أيمن. مثل منتخب قطر لكرة اليد. شارك في دورة الألعاب الأولمبية الصيفية سنة 2016. حقق المركز الثاني في بطولة العالم لكرة اليد للرجال 2015.

## سجل المنافسة
شارك في البطولات التالية:
- بطولة العالم لكرة اليد للرجال 2015
- الألعاب الأولمبية الصيفية 2016

## الميداليات
| الميدالية | المسابقة                           |
| --------- | ---------------------------------- |
| فضية      | بطولة العالم لكرة اليد للرجال 2015 |

## روابط خارجية
- إلدار ميميشفيتش على موقع أوليمبيديا (الإنجليزية)